# Pseudobradya cornuta
Pseudobradya cornuta är en kräftdjursart som beskrevs av Lang 1965. Pseudobradya cornuta ingår i släktet Pseudobradya och familjen Ectinosomatidae. Inga underarter finns listade i Catalogue of Life.